# Église anglicane Saint-Michael de Paris
 (novembre 2016).
Si vous disposez d'ouvrages ou d'articles de référence ou si vous connaissez des sites web de qualité traitant du thème abordé ici, merci de compléter l'article en donnant les références utiles à sa vérifiabilité et en les liant à la section « Notes et références ».
L'Église anglicane Saint-Michael de Paris (en anglais Saint Michael's Church in Paris) est une paroisse anglicane parisienne, située  5, rue d'Aguesseau, dans le 8e arrondissement. Elle est rattachée au diocèse anglican de Gibraltar. 

## Historique
Située à proximité de l'ambassade du Royaume-Uni en France et du palais de l'Élysée, elle est construite en 1973 dans un immeuble de bureaux. 

## Offices
L'église accueille le dimanche à 9 h 30 pour l'office traditionnel et à 10h45 pour l'office plus moderne.